# Долина Шеналь
Долина Шеналь — велика та нещодавно розроблена частина міста Літл-Рок, США, Західна Літл-Рок, розташована у західно-центральному районі Літл-Рока, штат Арканзас, відома як Долина Ченал. Його назва походить від району Shinall Mountain, але Deltic Timber Corporation, великий ранній розробник цього району, вирішила змінити назву, що імітує французьку мову як частину стратегії для орієнтації житлового та комерційного розвитку до сегментів населення верхніх класів.
Основна магістраль — це Ченаль-Парквей, переважно розділена чотириполосна траса, що головним чином з'єднує Шосе 10 з діловим районом фінансового центру Літтл-Рок. Північно-західний термін «Ченал-Паркуей» знаходиться на північ від Арканзасу 10 на шосе 300, поблизу району долини Пінакле. Південно-східний кінець знаходиться на дорозі під час переходу до фінансового центру Parkway, з продовженням на Міждержавний 630 на Шеклфорд-роуд.
Долина Ченал відома своїм швидким розвитком з 1990 року, коли був створений Chenal Country Club, і були побудовані деякі з найближчих районів. Ці та інші резиденції, в тому числі обмежена кількість квартир та кондомініумних комплексів, можуть бути розкидані по всій частині Літл-Рока, яка досі зберегла значну частину попередньо розвинених лісів.
Деякі роздрібні торговці масою заселяють східний комерційний коридор Ченала поблизу району фінансового центру, включаючи лідерів галузі Wal-Mart, Kroger, Target, Home Depot та Barnes & Noble.

## Інтернет-ресурси
| США | Це незавершена стаття з географії США. Ви можете допомогти проєкту, виправивши або дописавши її. |